# Rhopalura
Rhopalura is een geslacht in de taxonomische indeling van de Orthonectida. Deze minuscule parasieten hebben geen weefsels of organen en bestaan uit slechts enkele tientallen cellen.
Het organisme behoort tot de familie Rhopaluridae. Rhopalura werd in 1877 beschreven door Giard.

## Soorten
Het geslacht kent de volgende soorten:
- Rhopalura elongata Shtein, 1953
- Rhopalura gigas (Giard, 1877)
- Rhopalura granosa Atkins, 1933
- Rhopalura intoshi Metchnikoff
- Rhopalura litoralis Shtein, 1953
- Rhopalura major Shtein, 1953
- Rhopalura murmanica Shtein, 1953
- Rhopalura ophiocomae Giard, 1877
- Rhopalura pelseneeri Caullery & Mesnil, 1901
- Rhopalura philinae Lang, 1954
- Rhopalura pterocirri de Saint-Joseph, 1896
- Rhopalura vermiculicola